# Plagionotus astecus
Plagionotus astecus är en skalbaggsart som först beskrevs av Louis Alexandre Auguste Chevrolat 1860.  Plagionotus astecus ingår i släktet Plagionotus och familjen långhorningar. Inga underarter finns listade i Catalogue of Life.